# Pavel Verbíř
Pavel Verbíř (* 13. November 1972 in Mělník, Tschechoslowakei) ist ein tschechischer Fußballspieler.

## Karriere
Pavel Verbíř begann mit dem Fußballspielen bei Sempra Lobkovice, in seiner Jugend spielte er weiterhin für Sokol Obříství und Spolana Neratovice. Mit 14 Jahren wechselte er in die Jugendabteilung von Sparta Prag, mit 18 Jahren ging er zurück nach Neratovice. 
Nach einer Saison wechselte er zum FK Teplice in die 2. Liga. Dort war der Stürmer bald bester Torschütze seiner Mannschaft, in der Aufstiegssaison 1995/96 schoss er in 28 Spielen elf Tore. Nur wenige Wochen in der 1. Liga wurde Verbíř am 4. September 1996 zum ersten Mal in der Tschechischen Nationalmannschaft eingesetzt und kam in dieser Spielzeit auf vier weitere Länderspiele.
In der Liga konnte sich Verbíř zunächst nicht wie gewünscht durchsetzen, doch in der Spielzeit 1998/99 platze der Knoten, Verbíř erzielte 13 Tore. In der Folgesaison schoss er zehn Tore, in der Nationalmannschaft traf er in drei Spielen zwei Mal. Mehr Einsätze für sein Land verhinderte eine starke Konkurrenz aus Spielern wie Jan Koller, Vratislav Lokvenc oder Vladimír Šmicer. Sein letztes Länderspiel bestritt Verbíř am 16. August 2000.
In den folgenden Jahren gehörte Verbíř beim FK Teplice weiterhin zum Stammaufgebot, seine jährliche Trefferanzahl blieb aber nur noch einstellig. In der Hinrunde der Saison 2006/07 musste er häufig jüngeren Spielern den Vortritt lassen, wurde meist im Mittelfeld eingesetzt und blieb ohne Torerfolg.
Er bestreitet 2010/11 die 19. Saison für seinen Verein, das ist tschechischer Rekord. Er ist der einzige Spieler, der seit Gründung der Tschechischen Liga 1993 bis heute (Stand: 2010/11) nur bei einem Verein unter Vertrag stand. Am 25. März 2010 bestritt Verbíř sein 350. Spiel in der 1. tschechischen Liga. Am 2. Oktober 2010 bestritt Verbíř sein 500. Punktspiel für den FK Teplice, davon 366 in der 1. Liga, 87 in der 2. Liga und 47 in der ČFL.

### Erfolge
- Tschechischer Pokalsieger 2003
- Champions-League-Teilnehmer (Vorrunde) 1999/00